# Circuit de l'Aulne 2000
Il Circuit de l'Aulne 2000, sessantaduesima edizione della corsa e valida come evento UCI categoria 1.4, si svolse il 21 agosto 2000 su un percorso totale di 195 km.. Fu vinto dal francese Walter Bénéteau che giunse al traguardo con il tempo di 4h37'35", alla media di 42,14 km/h.
Partenza con 110 ciclisti, dei quali 51 portarono a termine il percorso.

## Ordine d'arrivo (Top 10)
| Pos. | Corridore        | Squadra         | Tempo    |
| ---- | ---------------- | --------------- | -------- |
| 1    | Walter Bénéteau  | Bonjour         | 4h37'35" |
| 2    | Patrice Halgand  | Jean Delatour   | s.t.     |
| 3    | Saulius Ruškys   | Saint-Quentin   | s.t.     |
| 4    | Anthony Morin    | Crédit Agricole | s.t.     |
| 5    | Sergej Jakovlev  | Besson          | s.t.     |
| 6    | Frédéric Bessy   | Jean Delatour   | a 5"     |
| 7    | Harald Morscher  | Nürnberger      | a 10"    |
| 8    | Jaan Kirsipuu    | AG2R Prév.      | s.t.     |
| 9    | Laurent Brochard | Jean Delatour   | s.t.     |
| 10   | Frédéric Finot   | Crédit Agricole | s.t.     |